# Diego de Alvarado
Diego de Alvarado (Badajoz, ¿? - Valladolid, 1540) fue un conquistador español, natural de Extremadura, hijo de García de Alvarado y Beatriz Tordolla Bazán, fue sobrino de los primos hermanos del Adelantado Pedro de Alvarado. Actuó en Guatemala, El Salvador, Quito, Perú y Chile, y refundó la ciudad de San Salvador, hoy capital de la República de El Salvador. En el Perú luchó en la guerra civil entre conquistadores en el bando de Diego de Almagro. Fue un destacado capitán a quien se le apodó el Bueno, para distinguirlo de otro conquistador español del mismo nombre apodado el Malo.

## En Guatemala y El Salvador
Se desconoce en qué año llegó a América, pero se sabe de su presencia durante la conquista de Guatemala bajo las órdenes de sus parientes, los hermanos Alvarado. Luego debió acompañar a Pedro de Alvarado en su avance hacia el sur por la costa del Pacífico. Tras cruzar el río Paz, en 1524 penetraron en el territorio del actual El Salvador, donde tuvieron que enfrentarse a la población indígena a la que derrotaron, tras sangrientas luchas, en Acaxual y Tacuaxcalco. Ante la férrea oposición de la población autóctona, Pedro de Alvarado tuvo que retirarse a Guatemala, y en 1525 lanzó una segunda expedición, mejor organizada, que acabó por conquistar todo el territorio.

### La Fundación de San Salvador
La fundación de la villa de San Salvador ha producido un amplio debate entre los investigadores, ya que tradicionalmente se consideró a Diego de Alvarado como su fundador en 1528 pero, según nuevas investigaciones en el siglo XX, se documentó una fundación anterior y en lugar desconocido de esta villa, que tuvo, desde 1525, un primer alcalde llamado Diego de Holguín.
Así aparece en dos cartas enviadas por Pedro de Alvarado. A la luz de este hallazgo, se realizaron nuevas investigaciones y en la actualidad se da por cierto que San Salvador fue fundada hacia el 11 de abril de 1525 por Gonzalo de Alvarado, hermano de Pedro de Alvarado, en el denominado valle de Las Hamacas.
Por motivos no aclarados, pero muy probablemente como consecuencia de la insurrección general de 1526, la villa de San Salvador fue arrasada o despoblada. Tras este primer abandono, y una vez sofocada la insurrección, se comisionó a Diego de Alvarado para refundar la villa, lo que llevó a cabo en el valle de La Bermuda, en 1528. Por entonces gobernaba Guatemala de forma interina Jorge de Alvarado con título de teniente de gobernador, por ausencia de su hermano Pedro de Alvarado.
En 1530 a Diego se le encargó dirigir una expedición o entrada a Tezulutlán (zona norte de Guatemala), donde aún resistían los indios pocomchíes. Con dificultad los españoles lograron el control de aquella zona, aunque de manera temporal. Más al norte, en Cobán, mantuvo la independencia otra nación más guerrera, los indios kekchíes. La resistencia nativa, sumada a la pobreza y fragosidad de la región, hicieron que los conquistadores abandonaran la región y buscaran nuevos horizontes.

## En Quito y el Perú
En 1534 Diego se alistó en la expedición que organizó Pedro de Alvarado con destino al Perú. Ostentaba entonces el rango de Maese de Campo y como tal estuvo en la vanguardia del ejército, en la fatigosa marcha que hicieron desde la bahía de Caráquez (litoral de Puerto Viejo hasta Riobamba, en la región de Quito (actual Ecuador). Allí les salió al encuentro Diego de Almagro y sus hombres, dispuestos a cerrarles el paso. 
Diego de Alvarado capturó a ocho jinetes de Almagro y los condujo ante Pedro de Alvarado, quien los soltó después, cuando entró en tratos con Almagro. Simultáneamente, participó en la pacificación de la región de Quito: apresó al capitán inca Zozocopahua, que se había hecho fuerte en los Sichos y luego intervino en las operaciones militares contra los generales atahualpistas Quisquis y Rumiñahui.
Pedro de Alvarado negoció con Almagro, y tras largas discusiones aceptó cederle su ejército y navíos a cambio de 100 000 pesos; luego bajó al valle del Rímac y Pachacámac (costa central del Perú), con el propósito de conocer el país, aunque no lo dejaron ir al Cuzco, como era su deseo. Finalmente retornó a Guatemala, feliz del negocio que había hecho, aunque después se quejó de haber sido engañado, afirmando que la plata que le dieron como pago estaba aleada casi en la mitad con cobre.

## Con Almagro en Chile. Inicio de la guerra civil
Diego de Alvarado, al igual que el resto de los soldados venidos con Pedro, decidió quedarse en el Perú, atraído por sus espléndidas riquezas. Acompañó a Almagro al Cuzco, convirtiéndose desde entonces en su leal servidor y hombre de confianza. Le siguió durante la fracasada expedición a Chile y fue él quien le convenció de retornar al Cuzco para tomarla en posesión, hecho que desencadenó la guerra civil entre pizarristas y almagristas.
Tomado el Cuzco y encarcelados los hermanos Hernando y Gonzalo, Diego de Alvarado impidió que Rodrigo Orgóñez matara a Hernando Pizarro, pues consideraba que un acto como ese ocasionaría una ruptura irreconciliable con Francisco Pizarro. Junto con Gómez de Alvarado y otros oficiales, fue enviado al campamento de Alonso de Alvarado, cerca de Abancay, para pedir a este capitán pizarrista que se sumara con su ejército al bando almagrista. Alonso de Alvarado rechazó la oferta y encarceló a Diego de Alvarado y a los otros embajadores. Esto ocasionó la reacción de Almagro, quien con la ayuda de su lugarteniente Rodrigo Orgóñez obtuvo una fácil victoria sobre Alonso de Alvarado en la batalla de Abancay (12 de julio de 1537).
Vuelto al Cuzco, Diego de Alvarado insistió en defender la vida de los hermanos Hernando y Gonzalo Pizarro y la de su pariente Alonso de Alvarado, ante las exigencias de Rodrigo Orgóñez, quien quería degollarlos a todos. Bajó luego con Almagro a la costa, llevando prisionero a Hernando y dejando al resto de los pizarristas encarcelados en el Cuzco. Hernando fue liberado poco después, tras negociaciones sostenidas entre ambos bandos y por consejo de Diego de Alvarado; Gonzalo y los otros pizarristas presos en el Cuzco fugaron de la cárcel.

## En la batalla de las Salinas
Libre Hernando Pizarro, desencadenó la guerra contra Almagro, pese a la promesa de paz que había hecho en espera del fallo de la Corona referente a la disputa. Diego de Alvarado retornó al Cuzco, adelantándose a Almagro para preparar la defensa de la ciudad; apresó a muchos sospechosos y les dio tormento. Luego reunió un contingente de soldados y se unió al grueso de las tropas de Almagro, que se alistaba para presentar batalla en el campo de las Salinas, cerca del Cuzco. Ya por entonces había perdido un tanto la confianza de Almagro, pues sus consejos de perdonar la vida a Hernando e incluso de dejarle en libertad habían sido contraproducentes.
No obstante, Diego de Alvarado continuó leal a Almagro, asistiendo junto al estandarte almagrista durante la batalla de las Salinas (6 de abril de 1538), donde triunfaron los pizarristas. Tomado prisionero, Hernando le perdonó y le trató muy bien. 
Pero Diego de Alvarado no pudo impedir la ejecución de Almagro, hecho del cual quedó profundamente afectado. En parte se sintió responsable, ya que él, con sus consejos, había librado de la muerte y luego de la cárcel a Hernando Pizarro, quien, una vez libre y triunfante, no tuvo compasión del viejo y suplicante Almagro, a quien hizo estrangular en su celda.
Almagro dejó a Diego de Alvarado como albacea en su testamento, encargándole la gobernación de Nueva Toledo hasta que su hijo Diego de Almagro el Mozo alcanzara la mayoría de edad. Los almagristas se alegraron al saberlo y pidieron ir a Chile con Diego de Alvarado para tomar posesión de la gobernación, pero los hermanos Pizarro se negaron tajantemente a hacer tal concesión.

## Juicio contra Hernando Pizarro
Diego de Alvarado bajó a Lima, no sin antes rechazar la propuesta de los almagristas de matar a Francisco Pizarro. Como buen hombre de paz que se preciaba de ser, desechó las salidas violentas y quiso ir por la vía pacífica y legal. Se alistó para embarcarse rumbo a España, con el propósito de presentar ante la Corona una queja contra los hermanos Pizarro. Enterado Hernando Pizarro, intentó apresarlo, pero Diego de Alvarado logró escabullirse y zarpó hacia Panamá, de donde prosiguió su viaje hacia España.
En la Corte no pudo presentar demasiadas informaciones pues los escribanos se negaron a trabajar y los soldados no quisieron declarar; tal era el miedo que inspiraban los Pizarro. Aun así, con las pocas declaraciones obtenidas inició su querella, acusando a Hernando Pizarro del asesinato de Almagro e instando a la Corona a que lo capturase. Por coincidencia, por esos días arribó Hernando Pizarro a España llevando el Quinto real.

## Muerte misteriosa
Pero un proceso judicial de tal envergadura abrumó tanto a Diego de Alvarado hasta el punto de dirigirse a Hernando ofreciéndole diferirlo, con tal que los dos saliesen a un campo donde ventilarían el pleito con sus espadas, y él le probaría, a ley de caballero, que había faltado al juramento hecho cuando le puso en libertad Almagro; que habían sido ingratos él y su hermano Francisco al hacer morir a Almagro; y que en todas sus obras habían desobedecido las órdenes del Rey.
Pero aquel duelo no se produjo, pues pocos días después Diego de Alvarado moría misteriosamente, desatándose el rumor de que los amigos de Pizarro lo habían matado, por intermedio de un camarero que envenenó su comida (1540). Sin embargo, la causa continuó su curso y a raíz de ella Hernando Pizarro fue recluido en el castillo de la Mota, en Medina del Campo, donde permaneció durante veinte largos años. 
Diego de Alvarado quedó en el recuerdo, en su tiempo, como el más exacerbado partidario de Almagro. Fue, no obstante, hombre de paz y enemigo de guerras, convencido de que la justicia debería ser la encargada de sancionar a los Pizarro. 